# Beast of Bourbon
Beast of Bourbon è l'undicesimo album in studio della thrash metal band Tankard, prodotto dalla AFM Records e pubblicato in Europa il 22 marzo 2004.

## Tracce
1. Under Friendly Fire – 3:04
2. Slipping from Reality – 4:16
3. Genetic Overkill – 4:38
4. Die with a Beer in Your Hand – 5:33
5. The Horde – 4:16
6. Endless Pleasure – 4:51
7. Dead Men Drinking – 3:51
8. Alien Revenge – 3:36
9. Fistful of Love – 4:43
10. Beyond the Pubyard – 3:25
11. We're Coming Back (Digipak bonus track) – 3:29

## Formazione
- Andreas "Gerre" Geremia - voce
- Andy Gutjahr - chitarra
- Frank Thorwarth - basso
- Olaf Zissel - batteria